# WSOF Canadá: Loiseau vs. Lewis
WSOF Canadá: Loiseau vs. Lewis foi um evento de artes marciais mistas promovido pelo World Series of Fighting, ocorrido em 7 de junho de 2014 no Edmonton Expo Centre em Edmonton, Alberta.